# Lista de cardeais dos PALOP
Esta é uma lista de cardeais naturais dos Países Africanos de Língua Oficial Portuguesa (PALOP).
Ordenada por ano do consistório de investidura de cardeal.
 Angola
- 1983 - D. Alexandre do Nascimento (Malange, 1925 - ), Arcebispo-emérito de Luanda.

 Cabo Verde
- 2015 - D. Arlindo Gomes Furtado (Santa Catarina, 1949 - ), Bispo de Santiago de Cabo Verde.

 Moçambique
- 1988 - D. Alexandre José Maria dos Santos O.F.M. (Zavala, 1924 - ), Arcebispo-emérito de Maputo;
- 2015 - D. Júlio Duarte Langa (Mangunze, 1927 - ), Bispo-emérito de Xai-Xai.